# Helgonattribut
Ett helgonattribut är ett föremål, en klädedräkt, ett djur eller något annat som identifierar ett i konsten avbildat helgon. De flesta helgon har minst två attribut som tillsammans beskriver personen.

## Attributens funktion
Helgon hade i regel dött för länge sedan, när man gjorde bilder av dem. Det var alltså ingen som visste hur de såg ut på riktigt. Därför skapades attribut som gick igen från bild till bild, så att man utifrån attributen kunde förstå vem personen på bilden skulle föreställa. De flesta attributen hämtades från respektive helgons legend.
|  |  |  |  |
|  |  |  |  |

Således är Eskil en biskop (vilket syns på hans klädedräkt, särskilt mitran) som håller i tre stenar. Stenarna är dödsredskapen – han stenades till döds i Strängnäs. Detta öde delar Eskil med Staffan (Sankt Stefan) som också håller tre stenar. Men denne var diakon och bär en mörk knälång överrock över fotsida, vita kläder. En annan helig diakon är Lars (Laurentius). Hans primära attribut är halstret på vilket han rostades till döds. Samtidigt med Eskil var Sigfrid verksam som missionsbiskop i Sverige. Hans attribut är, förutom biskopsdräkten, en korg eller ett fat med tre huvuden. Dessa tillhörde hans systersöner Unaman, Sunaman och Vinaman, som led martyrdöden i Småland.

### Evangelisterna
I ett fall är en uppsättning attribut så välkänt och vanlig att dessa används utan en framställning av personerna de tillhör. Detta är evangelistsymbolerna, evangelisternas alltid bevingade attribut: människa (Matteus), lejon (Markus), oxe (Lukas) och örn (Johannes). I svenska kyrkor finns dessa fristående attribut mest på ändarna av triumfkorsens fyra armar och i gravstenars fyra hörn, men även på stora kalkmålningar i eller närmast koret. På predikstolar visas evangelisten normalt som en man (med bok, ibland skrivdon) åtföljd av sitt attribut.
Johannes har örnen som attribut i sin egenskap som evangelist. Som apostel kännetecknas han av en kalk eller bägare (vilken även är ett sekundärt attribut för evangelisten). Matteus har yxa, hillebard, penningpung eller svärd som apostelattribut. Dessa används inte för evangelisten.
|  |  |  |  |
|  |  |  |  |

### Kronor och kungar
|  |  |  |
|  |  |  |

Manliga personer, förutom Kristus, med krona och gloria är heliga kungar. Som andra kungatecknen kan de hålla i ett riksäpple. Lättast att känna igen är Olof den helige som alltid är skäggig och håller i en 'norsk' yxa: ett långskaftat vapen med stor böjd klinga. Som staty har han ofta en underliggare. St. Erik är lite knepigare. Ett skägglöst huvud med kungakrona föreställer Erik (se Stockholms vapen). Erik framställs dock även med skägg. Hans övriga attribut kan vara ett svärd, en liljestav (ett slags scepter som visar att han är 'fredsfurste') eller en monstrans. Tredje bilden ovan visar en man med krona. Han har rätt enkla kläder och håller i en bok, vilket ej kan räknas som attribut.

## Felkällor
Problemen med attribut är att samma föremål kan gälla för flera helgon, att de ofta går förlorade med tiden eller att konstnären använder fel attribut eller utelämnar dem. En mansperson i fotsida kläder, med gloria och bok, kan inte identifieras som ett visst helgon. Glorian betyder helt enkelt 'helig', och när ett helgon har en hand ledig så får han i regel en bok att hålla i. Biskopskläder eller annan rituell dräkt är inte till stor hjälp – det finns gott om 'heliga biskopar'.
|  |  |  |  |
|  |  |  |  |

Tredje exemplet ovan visar en helig abbot (huvudbonad), möjligen Bernhard av Clairvaux som grundade cisterciensorden. Ett bud för den heliga munken är Benedikt av Nursia, det västerländska klosterväsendets grundare. Det finns dock en kandidat som ligger närmare till hands i en svensk kyrka. David av Västmanland (eller Munktorp) framställs i munkdräkt. Men han var även missionsbiskop och kanske den första biskopen av Västerås, vilket ger honom rätten till kräklan.
|  |  |  |  |
|  |  |  |  |

Att känna till helgonattribut var viktigt för målare som gjorde restaureringsarbeten på slitna kalkmålningar. Ibland var kunskapen mycket bristfällig. Apollonia är ett kvinnligt helgon med tång, och Gertrud ett kvinnligt helgon som håller i en kyrka. I Sånga kyrka har båda förvandlats till skäggiga gubbar.